# Wellbeing Network
Wellbeing Network (również jako The Wellbeing Network) – polskojęzyczna tematyczna stacja telewizyjna poświęcona audycjom o tematyce wellness i zdrowego trybu życia. Ramówka kanału obejmuje m.in. programy dokumentalne o ludzkich medycznych historiach i podejmowanych wyzwaniach, relacjach partnerskich, programy o odnowie biologicznej, sposobom zdrowego odżywiania się, aktywnego spędzania wolnego czasu i ćwiczeniom fizycznym (stretchingu, fitness, jogę, pilates, czy ćwiczeniom siłowym).

## Historia
Początkowo kanał miał rozpocząć nadawanie 19 stycznia 2015 roku w dwóch wersjach SDTV i HDTV, jednak jego uruchomienie zostało przełożone na IV kwartał 2015 roku. Ostatecznie emisję SD uruchomiono 21 grudnia 2015 r., a w HD 1 lutego 2016. Polska jest pierwszym rynkiem, na którym kanał rozpoczął nadawanie. 26 stycznia 2016 kanał rozpoczął nadawanie w języku angielskim w Wielkiej Brytanii i Irlandii. Planowane jest również uruchomienie niemieckojęzycznej wersji stacji w Niemczech, Austrii i Szwajcarii.
Koncept pod marką The Wellbeing Network obejmuje oprócz stacji telewizyjnej również stronę internetową, aplikację mobilną oraz sklep internetowy.
Podobną tematykę nadaje Active Family.